# Főmű
a főmű, németül Hauptwerk, franciául grand orgue az orgona egyik műve, azaz regisztercsoportja.
A 13. és 14. században a Blockwerk orgonák legáltalánosabb regiszterei a principálkar tagjai voltak, melyet 16’ magasságtól 1’ vagy akár ½’ magasságig kiépítettek; ez napjainkig is így áll, csak külön regiszterekként kiépítve. A 15. század elejére feltalálták a sípsorok regiszterekre bonthatóságát is; megjelennek a kónikus alakú regiszterek, a nyelvregiszterek, valamint a Sesquialtera és a Cornet is. Ez utóbbi regisztert a francia romantika tökéletesítette.
A Hauptwerk a középkori Blockwerk orgonából alakult ki a regisztrálhatóság megjelenésével a 15. században. 
A főmű elsődleges feladata volt, hogy az orgona hangzásának alapját, magvát képviselje, mely erőteljes és tömör, de ugyanakkor fényes hangzásával képes betölteni az egész teret. A principálkar teljes kiépítettsége szolgálja a hangzás gerincét – amennyiben a pedálmű 32’ principára épül, akkor a főmű 16’-ra; ha a pedálmű 16’ principálra épül, akkor a főmű 8’-ra. Emellett megtalálható a főművön a hangpiramis csúcsa, a mixtúrák is, melyek lehetnek 4 sorosak, de akár 6-8 sorosak is ebben a korban. A principálok mellett találkozhatunk 8’, 4’ és 2’ – ritkábban 1’ – magasságban fuvolákkal; 8’ és 4’ magasságban födöttekkel – néha 16’ födöttel is találkozhatunk; s ritkábban akár vonósokkal is. A födöttek, fuvolák és vonósok kiegészítik, kitöltik a plénumhangzást, és kíséretül szolgálhatnak, ugyanakkor össze is moshatják a polifóniát. Néha Zimbel és Scharff regiszterrel is találkozunk; de ezek inkább a pozitívmű regisztereiként ismertek.